# Quadro branco

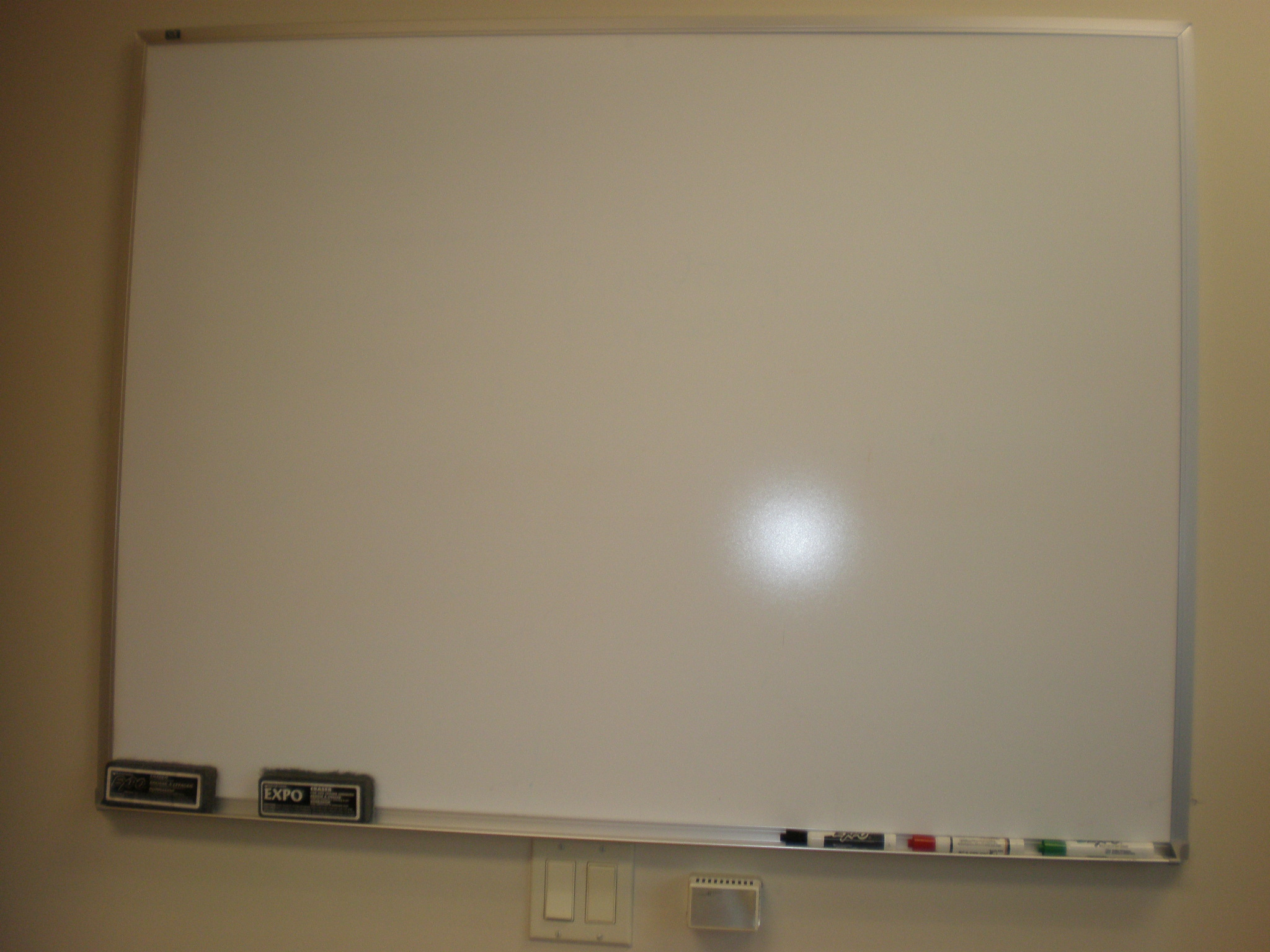
Um quadro branco.

O quadro branco pode ser considerado uma evolução do quadro negro. Consiste numa superfície lisa de cor branca, geralmente feita de laminado melamínico. Para escrever neste quadro, usa-se um marcador especial, que é apagado facilmente com um apagador de lã. Alguns destes quadros são confeccionados com material ferroso, o que permite a fixação de ímãs em sua superfície. Existem apagadores e suportes magnéticos, feitos especificamente para este tipo de quadro.
Como qualquer produto mais sofisticado, o quadro branco requer certos cuidados. Escrever nele com uma caneta errada produz marcas permanentes. A limpeza deve ser feita com produto específico; um pano com álcool remove a película plástica, e aí mesmo a caneta específica deixará marcas permanentes.
Sobre os quadros de giz, tem a vantagem de não produzir poeira, à qual muitos professores e alunos são alérgicos. Sua principal desvantagem é o custo.